# Икономика на Черна гора
Икономиката на Черна гора е в период на преход към пазарна система, въпреки че държавният контрол остава голям и са нужни институционални промени. Зависимостта от приходите в туризма и износа на метали е твърде голяма и представлява риск за стабилността от външни рискове. Много от държавно контролираните предприятия работят на загуба и биват издържани чрез субсидии, което утежнява бюджета. Основни икономически проблеми на страната са голямата безработица и диспропорциите в развитието на нейните региони. Извършена е приватизация в доминиращия алуминиев сектор и финансовата сфера, като същевременно са насочени усилия за привличане на инвестиции в областта на туризма. Настъпването на финансовата криза от 2008 г. оказва отрицателно влияние чрез свито кредитиране, спад в сферата на недвижимите имоти, както и в износа на алуминий.

## Общи характеристики
В периода от 2003 г. брутният вътрешен продукт на Черна гора почти се е утроил, покачвайки се от 2400 долара до 7160 долара на глава от населението, като същевременно това е и най-високият показател за страните от Югоизточна Европа (Албания, Босна и Херцеговина, Косово, Република Македония, Сърбия и Черна гора). Равнището на бедността се понижава от 11,3% през 2005 г. до 6,6 % през 2010 г. Въпреки успешното си развитие през първото десетилетие на XXI век, задъхващият се икономически растеж и стагниращият пазар на труда възпрепятсват бъдещия ѝ прогрес.
След преживения консуматорски бум и надутият балон в сферата на недвижимите имоти между 2006 г. и 2008 г., БВП на Черна гора се свива с 6% през 2009 г. Безработицата остава на високи нива, а задлъжнялостта потиска консумацията в страната.
Индексът по икономическа свобода на Черна гора я нарежда на 70-о място в света с нейния резултат от 62,6 пункта. постигнати са успехи в области като подобряване на контрола на публичните разходи, свободата за правене на бизнес и намаленото ниво на корупция, докато при трудовата, монетарната и търговската свобода показателите се влошават.
Преходният период към пазарна икономика се подкрепя от структурни реформи и силно интензивен частен сектор. В страната се прилагат политики за отваряне на икономиката ѝ към световните пазари, въведени са конкурентни плоски данъци и регулаторни рамки, които допринасят за по-динамичната икономическа експанзия. От друга страна бюрокрацията продължава да спъва динамиката на частната инициатива.
Ниската значимост на икономиката на Черна гора се определя от нейния малък размер, ограничена диверсификация и липсата на вътрешни спестявания, които биха били двигател за инвестиции. Заради ниския растеж на БВП в последните години, приходите в хазната намаляват като процент, което увеличава дефицита в баланса по текущата сметка. Това се отразява в нивото на външния дълг, който се покачва от 29% през 2008 г. до 51 % от БВП през 2012 г.

## Земеделие
Земеделските земи и водните ресурси на страната са добре запазени от индустриалното замърсяване и осигуряват нуждите на населението от здравословна храна в т.ч. месо, мляко и млечни прдукти, мед, риба, зеленчуци, плодове, висококачествени вина. Отглеждат се също боровинки и някои ядивни гъби, както и някои билки. Горите покриват площ от 720 000 хектара, съставляващи 54% от цялата територия на страната.

## Индустрия
През последните 50 години индустрията е главен фактор за развитието на икономиката на Черна гора. Индустриалните предприятия са съобразени за мащаба на СФРЮ, а 90% от индустриалната продукция е била предназначена за външни пазари в миналото. Така към днешна дата бившата югославска република разполага с капацитет за производство на 400 000 тона стомана, 1 000 000 тона боксит, 100 000 тона алуминий, 75 000 тона морска сол, 2 700 000 тона въглища годишно.
ВЕЦ и ТЕЦ в страната произвеждат около 3 милиарда кВт часа електроенергия годишно.
Индустрията в страната е подпомагана още от производството на метали, машини, дървен материал, текстил, химикали, кожа и обувки, дрехи, стоки за бита, строителни и горски машини. Черна гора разполага с кланици, предприятия за обработка на рибни продукти, мелници с житни силози, пекарни, заводи за производство на напитки, винарни, тютюнопроизводство и др.

## Транспорт
Черна гора притежава флотилия с повече от 40 кораба с общ капацитет от 1 000 000 тона. Пристанище Бар на входа на Адриатическо море е оборудван с капацитет за обработка на 5 милиона тона товари годишно.
Пътната мрежа на адриатическата страна е с обща дължина от 5227 км, от които 1727 км са модерна
транзитна и регионална мрежа, а останалите с местно значение. Общата дължина на железопътната мрежа е 250 км, по-голямата част от която е електрифицирана. Летищата в страната са две – в Подгорица и Тиват.

## Туризъм
Черногорското крайбрежие е дълго 293 км, от които 73 км са плажове, разположени върху 117 локации. Големият брой слънчеви дни и обилното количество сняг през зимата я правят препочитана дестинация както за летен, така и за зимен туризъм.
Очаква се туризмът в Черна гора да допринася 25,6% от БВП до 2019 г., като за сравнение числото за 2009 г. е 20,8 %. Заетите в сектора през 2009 г. са били 29 340 души, което съставлява 17,8% от цялата работна сила на страната, а до 2019 г. се очаква техният брой да нарасне до 41 320 души.
Основни туристически дестинации са Будва с нейните 17 км дълги плажове и богато историческо наследство; Котор с красивите си природни дадености и историческо наследство включено в списъка на ЮНЕСКО; Биоградска гора с Биоградското езеро и красивите гори; Ловчен; Скадарско езеро - най-голямото на Балканския полуостров; Национален парк Дурмитор, включен в списъка на ЮНЕСКО.
Брой на туристически пътувания и реализирани нощувки по години (вкл. местни и чуждестранни)
| Година | Брой посещения | Брой реализирани нощувки |
| ------ | -------------- | ------------------------ |
| 2008   | 1 188 116      | 7 794 741                |
| 2009   | 1 207 694      | 7 552 006                |
| 2010   | 1 262 985      | 7 964 893                |
| 2011   | 1 373 454      | 8 775 171                |
| 2012   | 1 439 500      | 9 151 236                |